# فزائيل (أميرة)
فزائيل أو باسئيل (وُلدَت في 5/4 قبل الميلاد)،
كانت أميرة نبطية عربية، وهي ابنة الملك الحارث الرابع والزوجة الأولى لهيرودس أنتيباس، حاكم الجليل وبيريا.

## الحياة
وُلِد فزائيل لملك الأنباط، الحارث الرابع. يشير التسلسل التي وردَت فيه اسم نسل الملك على نقش موجود في كنيسة أوبوداس في وادي نمير في البتراء إلى أن فزائيل كانت الطفلة الرابعة للزوجين، ولكنها كانت أكبر بناتهما. وكان من بين أشقائها ماليكو (مالك الثاني) وأبوذات ورابيل وسودات وهاجير.
وقد تم العثور على عملات معدنية تحمل صورة والدها الحارث الرابع على وجه، واسم فزائيل على الوجه الآخر، وهو ما قد يشير إلى أن تاريخ ميلادها كان في الفترة من 3 إلى 5 قبل الميلاد.

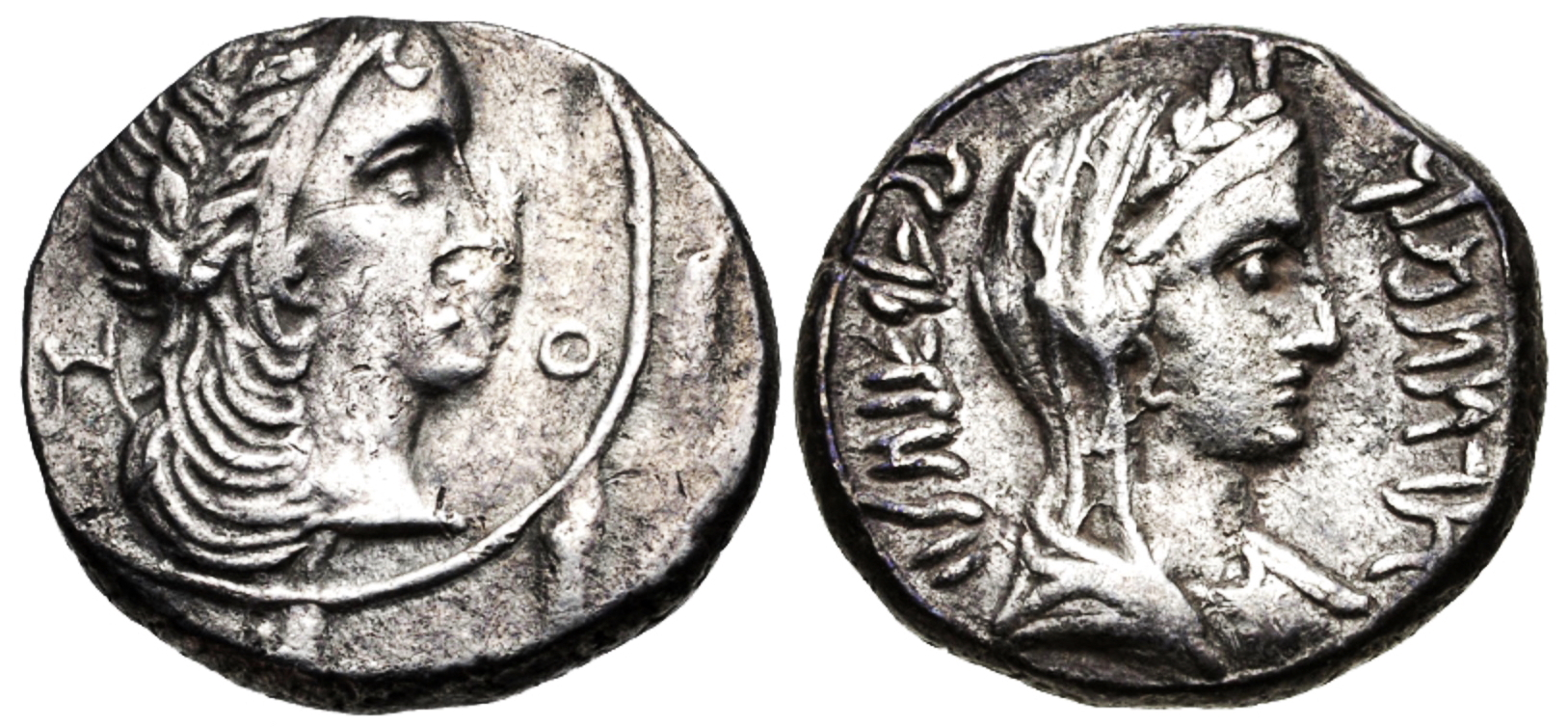
دراخما مع والدي فاسيلي الحارث الرابع وشولدو

## الزواج
بناءً على التأريخ المبدئي للعملات المعدنية المنقوشة باسمها، فإن زواجها من هيرودس أنتيباس تم في عام 7 أو 6 بعد الميلاد، عندما كانت فزائيل تبلغ من العمر حوالي 11-12 عامًا. هناك احتمال كبير أن يكون الزواج قد رتَّبه أغسطس، الذي كان غالبًا ما يزوج أتباع الإمبراطورية الرومانية معًا من أجل الحفاظ على السلام بين ممالكهم.
كانت هذه هي حالة عمة هيرودس أنتيباس من جهة الأب، سالومي الأولى. وبالتالي فإن زواج فاسايليس وأنتيباس ضمن عدم وقوع هجمات على رباعية الحدود الشرقية في بيريا من الأنباط.
كانت فزائيل وهيرودس أنتيباس متزوجين لمدة تزيد عن عشرين عامًا، ولكن لم يُسجل وجود أطفال من هذا الزواج. خلال هذه الفترة، لا يُعرف عن زوجة أخرى لهيرودس أنتيباس. افترض بعض الباحثين أن فزائيل وهيرودس أنتيباس كان لديهما ابنة اسمها هيرودياس سالومي، كمحاولة للتوفيق بين بعض التناقضات في المواعدة وتفسير سبب الإشارة أحيانًا إلى سالومي، ابنة زوجة هيرودس أنتيباس، على أنها ابنته.
في عام 23 م، زار هيرودس أنتيباس أخاه غير الشقيق هيرودس الثاني، الذي كان يعيش آنذاك في روما كمواطن عادي. خلال إقامته، أصبح معجبًا بزوجة أخيه هيروديا. ثم قامت هيروديا بعد ذلك بتطليق هيرودس الثاني بموجب القانون الروماني.
التاريخ الدقيق لزواج هيرودس أنتيباس وهيروديا غير معروف، ولكن في عام 26 م اكتشفَت فزائيل العلاقة واكتشف نية هيرودس أنتيباس في تطليقها.
تستخدم النصوص مصطلحي الطلاق والتنصل بالتبادل، ولكن وفقًا للقانون التلمودي، يمكن للزوج أن ينفصل عن زوجته بحرية، ولكن لا يمكن للزوجة إلا أن تطلب الطلاق، وكان الأمر متروكًا للزوج للسماح بذلك، فيكون الطلاق دائمًا بيد الزوج. ومع ذلك، فإن المدى الذي مارست به سلالة هيرودس اليهودية في الواقع غير واضح، ومن المعروف أنهم تأثروا بشدة بالقانون والثقافة الرومانية؛ وبالتالي، ربما كان هيرودس أنتيباس يخطط لتطليق فاسايليس وفقًا للقانون الروماني فقط.
رغبةً منها في العودة إلى وطنها، استخدمت فزائيل ذريعة زيارة قصر ماكاريوس الواقع على البحر الميت.  فهربت فزائيل بعد ذلك عبر الحدود إلى أبيها، وأخبرته بنية زوجها تطليقها والزواج من هيروديا. وقد أدى هذا إلى توتر العلاقات بين الحارث الذي ثار لابنته وهيرودس أنتيباس. وإثر ذلك قام الحارث الرابع بغزو الجليل وبيرية، وهزمت جيوشه صهرَه السابق في معركة عام 36 م.
بعد هذا التاريخ، لم يكن هناك ذكر لفزائيل، وظلت بقية حياتها غير معروفة.

## في وسائل الإعلام
كتب إلبريدج ستريتر بروكس رواية رومانسية تاريخية بعنوان ابن يساكر: رواية أيام المسيح (1890) حيث تظهر زوجة هيرودس العربية بصورة منبوذة كشخصية تدعى "الأميرة أمينة".
تظهر فزائيل كشخصية داعمة في كتاب الأشواق [الإنجليزية] بقلم مونك كيد (2020).
في فلم الصياد الكبير [الإنجليزية] (1959)، والذي يستند إلى كتاب عام 1949 يحمل نفس الاسم بقلم لويد سي دوغلاس، بطلة الرواية هي ابنة "الأميرة أرنون" (لعبت دورها ماريان سيلديس) وهيرود أنتيباس. تتوعد الابنة بالانتقام من والدها بسبب تصرفاته تجاه والدتها.
تظهر فزائيل لفترة وجيزة كشخصية غير ناطقة في الفيلم التلفزيوني مريم المجدلية (2000)، لعبت دورها ممثلة غير مذكورة.

## طالع أيضًا
- قائمة الشخصيات التوراتية التي تم تحديدها في المصادر خارج الكتاب المقدس